# チェンジャンゴカリス
チェンジャンゴカリス（Chengjiangocaris）は、約5億年前のカンブリア紀に生息した化石節足動物フーシェンフイア類の一属。同規的な長い体をもち、中国雲南省から2種が発見される。

## 名称
学名「Chengjiangocaris」は模式種（タイプ種）Chengjiangocaris longiformis の発見地澄江（ピンイン：Chéngjiāng、チェンジャン）と、古代ギリシア語の「καρίς」（caris、カニもしくはエビの意、水生節足動物の学名に常用される接尾辞）の合成語である。中国語は「澄江蝦」（簡体字：澄江虾、ピンイン：Chéngjiāng xiā、チェンジャンシャ）と呼ぶ。模式種 C. longiformis（中国語名：長形澄江蝦/长形澄江虾）の種小名「longiformis」は「長い形」を意味する。2つ目の種 C. kunmingensis（中国語名：昆明澄江蝦/昆明澄江虾）の種小名「kunmingensis」は発見地の昆明市（Kunming）による。

## 化石と発見
チェンジャンゴカリスの化石標本は、中国雲南省のカンブリア紀第三期に該当する堆積累層 Maotianshan Shale（澄江動物群、澄江市）とXiaoshiba Lagerstätte（Xiaoshiba biota, Hongjingshao Formation、昆明市）のみから発見される。ほとんどの化石標本は頭部の背甲が解離した状態に保存され、これは腐敗が進んだ遺骸もしくは脱皮殻を表したと考えられる。2つ目の種 Chengjiangocaris kunmingensis は発見が最も完全で、腹神経索の神経節から他の節足動物に類が見られない神経根まで見つかり、フーシェンフイア類の神経解剖学と節足動物の神経系の進化に貴重な情報を与えたとされる（詳細はフーシェンフイア類の項目を参照）。

## 形態

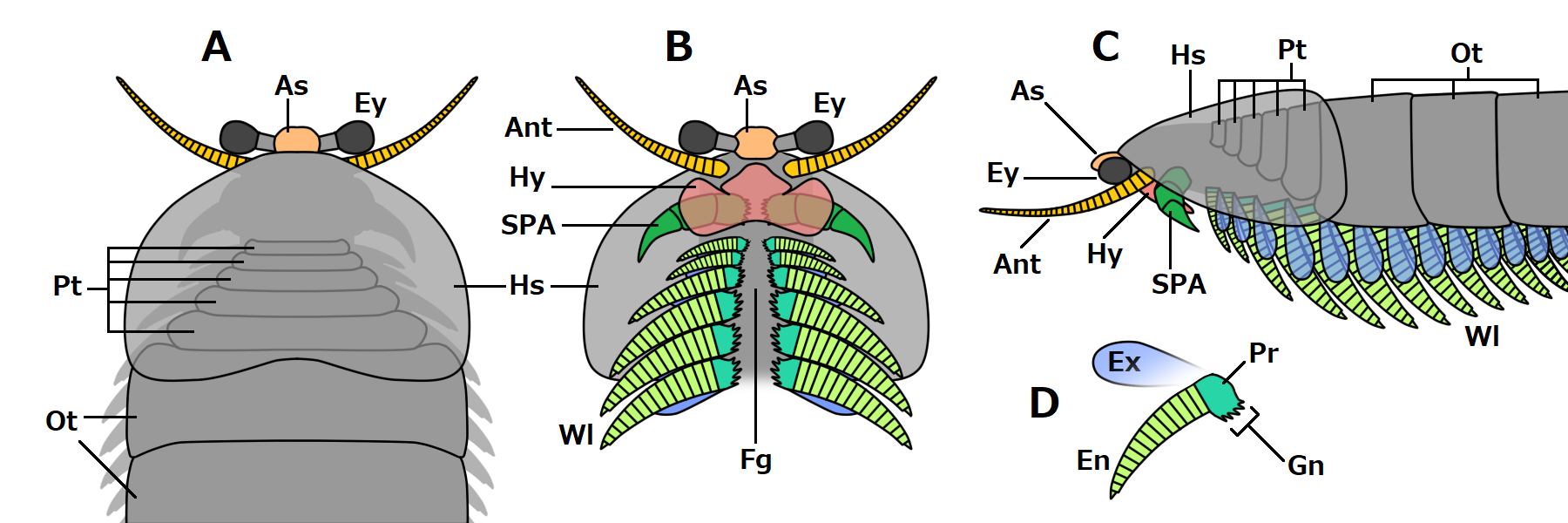
チェンジャンゴカリスの前半身の外部構造
A：背面、B：腹面、C：側面、D：脚、Ant：触角、As：先頭の甲皮、En：内肢、Ex：外肢/外葉、Ey：複眼、Fg：餌を運ぶ用の溝、Gn：顎基、Hs：背甲、Hy：ハイポストーマ、Ot：後胸部の背板、Pr：原節、Pt：前胸部の背板、SPA：触角直後の特化した付属肢、Wl：脚

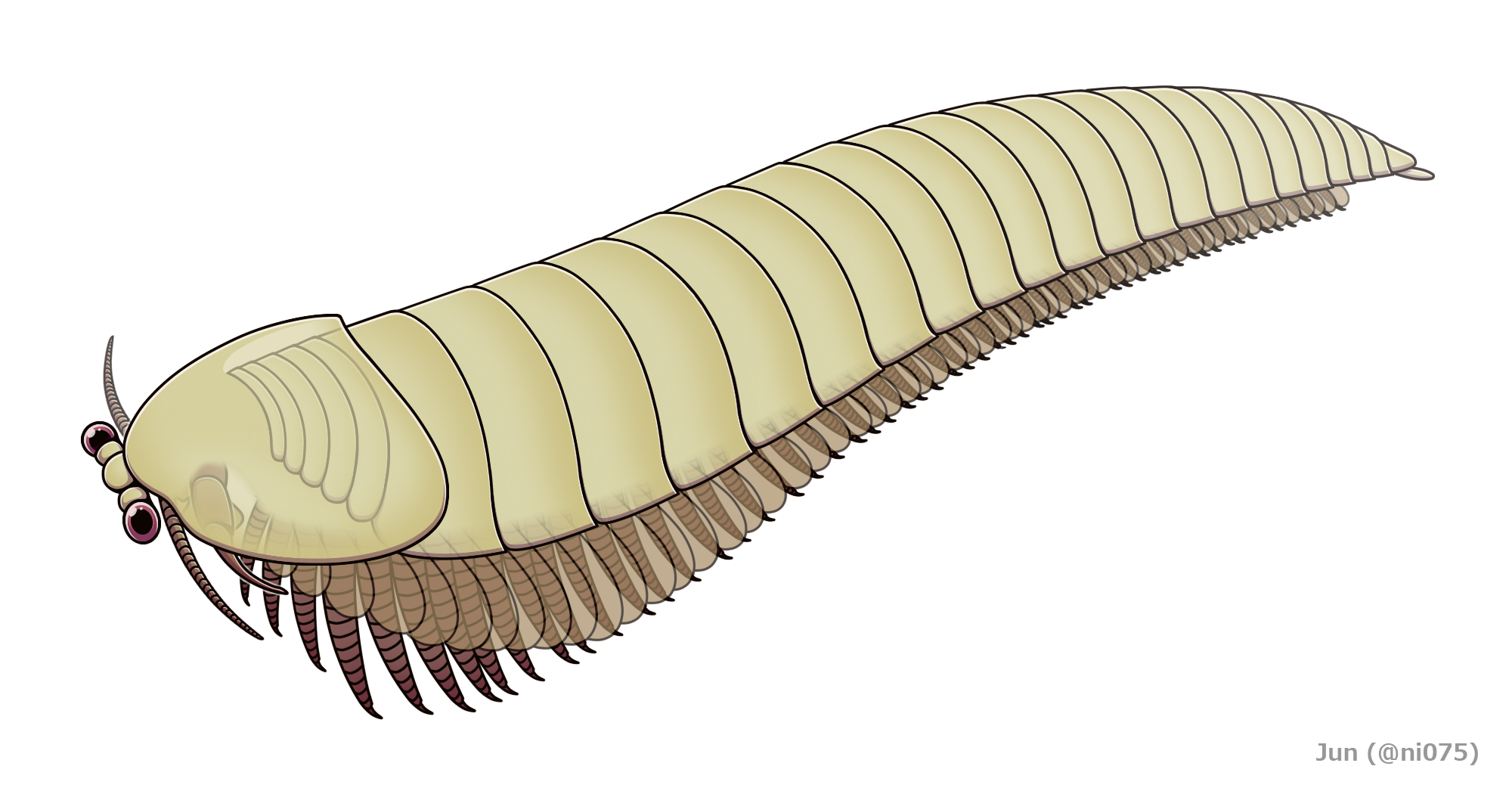
Chengjiangocaris kunmingensis の全身復元図

体長最大6.3cmから10cmで、長い胴部の二十数枚の同規的な背板が特徴的なフーシェンフイア類である。
本属に限らず、フーシェンフイア類全般に共通とされる腹神経索の特徴についてはフーシェンフイア類#神経系を参照のこと。

### 頭部
頭部（cephalon）他のフーシェンフイア類と同様、先頭には1枚の小さな甲皮（anterior sclerite）と眼柄に突出した1対の複眼をもつ。甲皮直後のハート形の背甲（carapace, head shield）は横幅と縦幅がほぼ同じ長さで、頭部の付属肢と直後の前胸部を上から被る。
腹面の口はチョウの形に似た1枚のハイポストーマ（hypostome、もしくは頭楯 clypeus と上唇 labrum の複合体）に覆われ、その直前には触角、左右には「specialized post-antennal appendage」（通称「SPA」）という3節に分れた付属肢をそれぞれ1対もつ。SPAの基部は鋭い鋸歯が並んで、先端はフーシェンフイアに似た鉤爪状。

### 胴部
胴部（trunk）は細長く、二十数枚の背板（tergite）に覆われている。前5枚の退化的な背板に現れる部分は前胸部（prothorax）で、背板1枚につき1対の脚に対応する。それ以降の長方形の背板はほぼ同じ構造の繰り返しで、後方ほど幅狭くなる。Chengjiangocaris kunmingensis の場合、（脚に対応するとされる）神経節は第23背板まで備わったことにより、脚は第23背板まで生えたと考えられる（これによると、本種の第6-23背板は後胸部 opisthothorax、第24-26背板は腹部 abdomen を表したとされる）。これらの背板と脚は不揃いで、1枚につき3-4対の脚を被る。最終背板の直後は中央に丸みを帯びた尾節（telson）、左右に尾扇に似た楕円形の突起物（lateral telson process, tail fluke）をもつ。
数十対の同規的な脚は外肢（exopod）と内肢（endopod）でできた二叉型付属肢で、前胸部後方の数対が背板の両縁を超えるほど発達し、そこから前後に向けて次第脚が徐々に短くなる。外肢は単調な楕円形で前方数対が内肢より短く、内肢は丈夫な円錐状で十数節以上の短い肢節に分かれ、先端は鉤爪状に尖る。少なくとも前胸部の脚は、原節（protopod、外肢と内肢につながる基部の肢節）の内側に鋸歯状の顎基（gnathobase）があり、口の直後で餌を運ぶ用の溝（food groove）を構成する。

## 生態
他のフーシェンフイア類に似て、チェンジャンゴカリスは遊泳底生性（nektobenthic、底生性に近い遊泳性）で、海底の近くに生息し、脚の外肢で呼吸していたと考えられる。かつては単調な口器のみ知られたため、堆積物しか摂れないという単純な食性をもつとされてきたが、SPAの鋸歯と脚の顎基が後に判明し、捕食者や腐肉食者であったことが示唆される。これにより、チェンジャンゴカリスは似た口器をもつ近縁アラカリスと同様、顎基で堆積物上の腐肉や小動物を捕獲しては、顎基に形成される溝でそれを後ろ向きの口に運んで、強大なSPAとハイポストーマで餌を更に細かく咀嚼したと考えられる。

## 分類
チェンジャンゴカリスはフーシェンフイア類（fuxianhuiid、フーシェンフイア目 Fuxianhuiida）という化石節足動物の分類群に含まれ、その中でも本属はフーシェンフイア（1987年）の次に最初期（1991年）に記載された属である。フーシェンフイア類自体の系統位置は議論的で、通常では鋏角類と大顎類より早期に分岐した基盤的な真節足動物とされるが、大顎類に含めるという異説もある（詳細はフーシェンフイア類#系統位置を参照）。

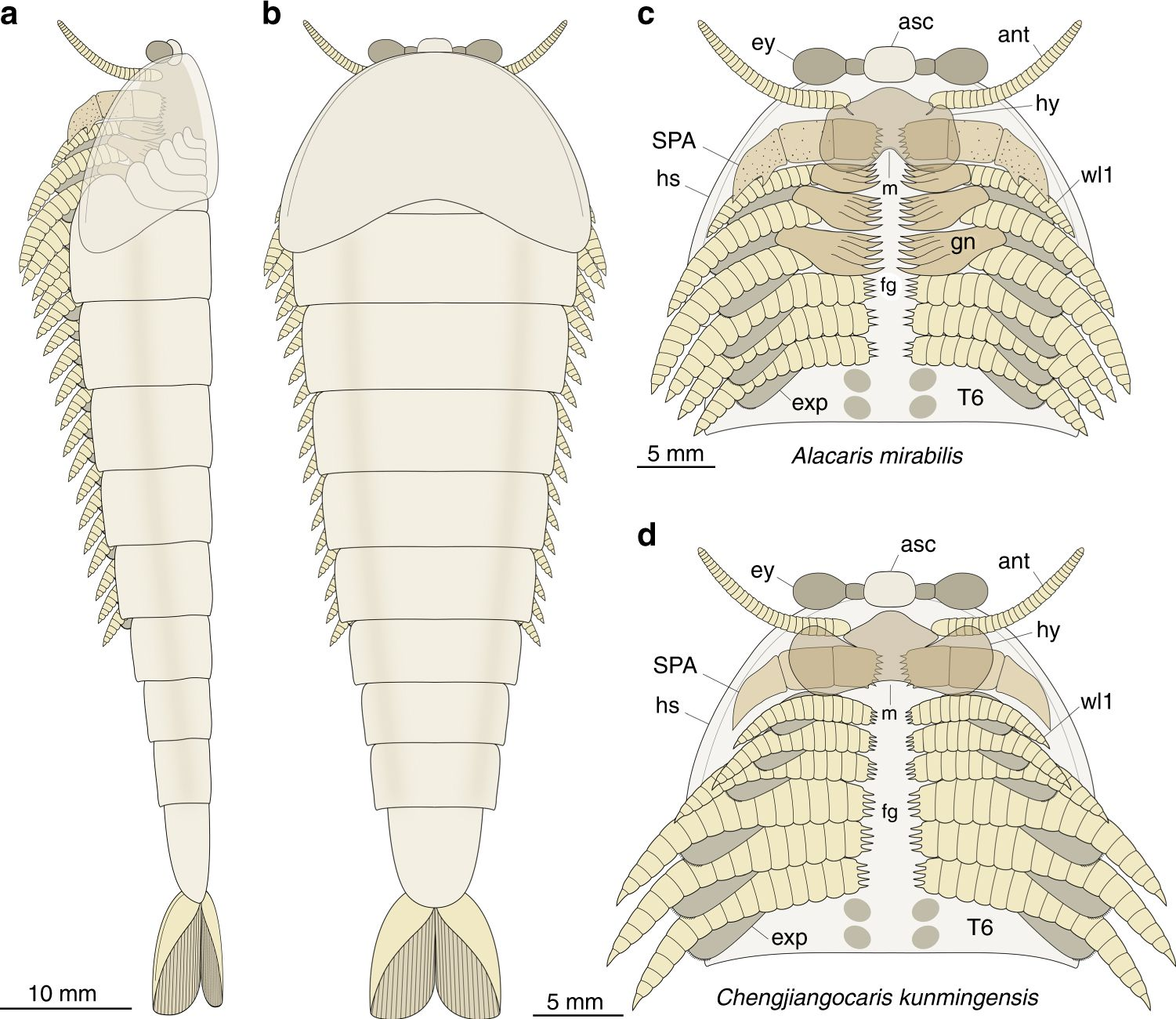
アラカリス（a-c）とチェンジャンゴカリス（d）の模式図

フーシェンフイア類の中で、チェンジャンゴカリスはチェンジャンゴカリス科（Chengjiangocarididae）の模式属である。チェンジャンゴカリスと同じ本科に分類されるフーシェンフイア類は、2020年までではアラカリスのみ知られている。これらの属は横幅と縦幅がほぼ一致した背甲と5節の前胸部が共通しながら、SPAとハイポストーマの形・顎基の発達具合・前胸部以外の背板数・尾節の構造などで明確に区別できる。なお系統解析では、この分類体系を支持と否定する結果が両方出ていて、後者の場合、アラカリスはチェンジャンゴカリスの代わりにグァンウェイカリスに近縁とされる。
チェンジャンゴカリス（チェンジャンゴカリス属 Chengjiangocaris）は次の2種が認められ、発見地と背板数によって区別される。
- Chengjiangocaris longiformis Hou & Bergström, 1991 [4]

本属の模式種（タイプ種）。Maotianshan Shale（澄江動物群、約5億1,800万年前）から発見される。背板数は22枚（前胸部を除いて17枚）。体長最大約10cmと推測される。
- Chengjiangocaris kunmingensis Yang et al., 2013 [5]

Xiaoshiba Lagerstätte（Xiaoshiba biota, Hongjingshao Formation、約5億1,600万年前）から発見される。背板数は26枚（前胸部を除いて21枚）。体長1.7-6.3cm。